# レアンドロ・アスンソン・ダ・シウバ
レアンドロ・アスンソン (Leandro Assumpção) こと、レアンドロ・アスンソン・ダ・シウバ（Leandro Assumpção da Silva、1986年2月3日 - ）は、ブラジル出身の元サッカー選手。現役時代のポジションはフォワード。
『レアンドロ・アサンプカン』と表記されることもある。日本サッカー協会の公式サイトでは『アスンプソン』と表記された。

## 経歴

### クラブ

#### チョンブリー
2015年1月、チョンブリーFCへ完全移籍した。2015年2月10日、AFCチャンピオンズリーグ2015予選2回戦の傑志戦でハットトリックを達成した。